# Воєводське (село, Кочкуровський район)
Воєво́дське (рос. Воеводское, ерз. Воеводское) — село у складі Кочкуровського району Мордовії, Росія. Входить до складу Семілейського сільського поселення.

## Населення
Населення — 269 осіб (2010; 319 у 2002).
Національний склад (станом на 2002 рік):
- росіяни — 73 %